# Our Time Will Come
Pour plus de détails, voir Fiche technique et Distribution.
Our Time Will Come (明月幾時有 en chinois, Míngyuè jǐshí yǒu) est un film sino-hongkongais réalisé par Ann Hui, sorti en 2017.

## Synopsis
Dans les années 40 pendant l'Occupation japonaise de Hong Kong, des mouvements de résistance s'organisent pour lutter.

## Fiche technique
- Titre original : 明月幾時有, Míngyuè jǐshí yǒu
- Titre français : Our Time Will Come
- Réalisation : Ann Hui
- Scénario : He Jiping
- Photographie : Yu Lik-wai
- Musique : Joe Hisaishi
- Pays d'origine : Chine - Hong Kong
- Format : Couleurs - 35 mm - 2,35:1 - Dolby Digital
- Genre : drame, guerre
- Durée : 130 minutes
- Date de sortie :
  -  Chine : 18 juin 2017 (Festival international du film de Shanghai), 1er juillet 2017 (sortie nationale)
  -  Hong Kong : 6 juillet 2017 (sortie nationale)

## Distribution
- Zhou Xun : Lan
- Eddie Peng : Blackie
- Wallace Huo : Kam-wing
- Deannie Yip : Mrs. Fong
- Tony Leung Ka-fai : Ben

## Distinctions

### Récompenses
- Hong Kong Film Critics Society Awards 2018 : Meilleur film[1].
- Asian Film Awards 2018 : Meilleure musique[2].
- 37e cérémonie des Hong Kong Film Awards[3]:
  - Meilleur film
  - Meilleur réalisateur
  - Meilleur second rôle féminin pour Deannie Yip.
  - Meilleure musique pour Joe Hisaishi.
  - Meilleurs décors pour Man Lim-chung et Billy Li.